# The Script (álbum)
The Script es el álbum debut nominado para Choice Music Prize de la banda irlandesa The Script, qué fue lanzado en República de Irlanda el 8 de agosto de 2008 y fue lanzado en Reino Unido el 11 de agosto de 2008. Tras el éxito en Irlanda, el álbum fue lanzado en el resto de Europa en septiembre de 2008. El álbum llegó al número 64 en Billboard 200 el 4 de marzo de 2010.

## Recepción
El álbum fue recibido por críticas mixtas por muchos críticos musicales. Timothy Powell de BBC dijo que el álbum "revela una banda que es fresca, vital y ferozmente buena." Dijo que The Script se ha posicionado como "la mejor cosa próxima" y que el álbum supone "hip-hop, melodías pop, producción de técnica y el himno roquero." Su conclusión general fue que el álbum es "Inteligente, muy bien elaborado y convincente." Nick Levine de Digital Spy le dio al álbum 3 de 5 estrellas diciendo que era "devastadoramente eficaz" y que "Muchas personas irán a odiar a The Script, muchas personas irán a amar a The Script." La revista alemana WOM escribió: "Eigenständing und originell ist anders. The Script bringen die Misere der Musikindustrie auf den Punkt. (Independiente y original [la música] es diferente. The Script hace punto a la industria de la música.)" El álbum ha tenido críticas mixtas en MTV Asia, que ha elogiado "La voz de O'Donoghue es una experiencia sonora única gratamente" aunque también comentó que, en conjunto, "el álbum juega en una superficie plana, sin grandes saltos, pero no grandes decepciones tampoco".

## Posiciones
Tras el éxito de "The Man Who Can't Be Moved", The Script entró a UK Albums Charts en el número uno con ventas de 54 520 copias dónde se quedaron por dos semanas. El álbum pasó ocho semanas en el top 10 y fue el duodécimo álbum más vendido en Reino Unido en el 2008. El álbum también ha entrado a la lista irlandesa en el número uno, sosteniéndose allí por cinco semanas. Pasó, en enero de 2009, veintidós semanas en el top 10. La oficina irlandesa de Sony MBG presentó la banda con su primer premio medio platino por más de 600 000 ventas de The Script. El domingo 18 de enero de 2009, el álbum volvió al número uno en UK Album Charts, 5 meses desde que fue lanzado, debido por el trato de £3.95 en iTunes.

### Sencillos
Cinco sencillos fueron lanzados de The Script. El primer sencillo que fue lanzado fue "We Cry". La canción alcanzó el número 13 en UK Singles Chart. Fue seguido por el segundo sencillo, "The Man Who Can't Be Moved", que llegó al número 2 en UK Singles Chart, convirtiéndose en el sencillo más alto en listas de The Script.
En diciembre de 2008, The Script lanzó "Breakeven" como tercer sencillo del álbum. Llegó al número 21 en la lista de Reino Unido. The Script luego lanzó "Talk You Down" en 2009, como el cuarto sencillo. Sin embargo, el sencillo falló en alcanzar éxito, sólo llegando al número 47. "Breakeven" fue lanzado en otoño de 2009 en Estados Unidos y The Script se presentó en vivo en The Ellen DeGeneres Show el 14 de octubre de 2009. Breakeven llegó al número 12 en Estados Unidos dónde fue certificado Platino por vender 1 000 000 copias. Breakeven también fue lanzado en Australia dónde llegó al número tres y fue certificado Platino.
En mayo de 2009, The Script confirmó que el quinto sencillo sería lanzado. "Before the Worst" fue lanzado el 15 de junio de 2009 en Reino Unido. Llegó al número 96 en UK Singles Chart, convirtiéndose en el sencillo más bajo en entrar en listas en Reino Unido. "Before the Worst" también fue lanzado en Australia dónde llegó al número 10 y fue certificado Oro.
| Lista (2008)             | Posición |
| ------------------------ | -------- |
| Irish Albums Chart       | 1        |
| UK Albums Chart          | 1        |
| Swedish Albums Chart     | 6        |
| Australian Albums Chart  | 9        |
| US iTunes Chart          | 14       |
| Denmark Albums Chart     | 15       |
| New Zealand Albums Chart | 15       |
| Swiss Albums Chart       | 16       |
| Dutch Album Chart        | 25       |
| Germany Albums Chart     | 32       |
| Italian Albums Chart     | 38       |
| US Billboard 200         | 64       |
| US Rock Albums           | 16       |

| País              | Certificación |
| ----------------- | ------------- |
| Irlanda (IRMA)    | 9x Platino    |
| Reino Unido (BPI) | 2x Platino    |
| Australia         | Platino       |

## Personal
Danny O'Donoghue - voz, pianos, guitarra rítmica, piano
Mark Sheehan - guitarra principal, guitarras rítmicas, coros
Glen Power - batería, percusión, guitarras rítmicas, coros

## Listado de canciones
1. "We Cry" – 3:43
2. "Before the Worst" – 3:23
3. "Talk You Down" – 3:50
4. "The Man Who Can't Be Moved" – 4:01
5. "Breakeven" – 4:21
6. "Rusty Halo" – 3:34
7. "The End Where I Begin" – 3:34
8. "Fall For Anything" – 4:32
9. "If You See Kay" – 3:12
10. "I'm Yours" – 4:13

Ediciones de Estados Unidos y Brasil
1. "Anybody There"

Edición japonesa
1. "Anybody There"
2. "Live Like We're Dying"
3. "We Cry" (Live Mix)

## Lanzamiento
| País           | Fecha                    |
| -------------- | ------------------------ |
| Irlanda        | 8 de agosto de 2008      |
| Reino Unido    | 11 de agosto de 2008     |
| Europa         | 19 de septiembre de 2008 |
| Japón          | 22 de octubre de 2008    |
| Estados Unidos | 17 de marzo de 2009      |
| Brasil         | 24 de agosto de 2009     |